# Космическа храна
Космическа храна е храната, която се приготвя специално за консумация по време на космически полети. Поради специфичните условия на работа и живот на космонавтите в условията на безтегловност и продължително прекарване на живота в затворения космически кораб, има много по-различни изисквания към нея спрямо нормалната храна на Земята.

## История
Първият космонавт Юрий Гагарин в своя 108-минутен полет в космоса е имал със себе си и няколко хранителни продукта, които са били предназначени основно за това, да се провери изобщо възможността за хранене в условията на безтегловност. Това са основно затворени тубички с храна, например шоколад.

## Необходимост
С развитието на космонавтиката и увеличаването на продължителността на полетите необходимостта от специално приготвена за условията на космоса храна става изключително важна:
- Липсата на гравитация и малкото движение изискват по-специални храни за костната система.
- Липсата на гравитация не допуска наличието на трохи, течности и нормални за земята хранителни продукти.
- Точно трябва да се дозират енергийната стойност и съдържанието на калории във всяка храна.
- Променя се вкусът на космонавтите и начинът, по който те приемат храната.

## България и космическата програма
При космическите програми на двамата български космонавти има приготвени и специални храни, които е трябвало да се изпитат в условията на космоса. България е третата страна след СССР и САЩ, която подготвя специална храна за своите космонавти. В Института по криобиология и хранителни технологии се подготвят различни продукти във вакуум. Има голямо разнообразие – включително супа топчета, мусака, сарми, ядки, плодове, кисело мляко с овесено брашно и много други. Храната има трайност до 5 години.
С включването на все повече страни в космическите програми „менюто“ на космонавтите се обогатява с традиционни за тези страни хранителни продукти.

## Космическа оранжерия
Независимо от разработката на храни за продължителните полети, от почти самото начало стои въпросът за осигуряването на прясна храна за космонавтите. Космическата оранжерия решава няколко въпроса: осигуряването на свежи растителни продукти, преработване на въглеродния диоксид в кислород, осигуряването на „зелена среда“ за продължителните полети и др.
Един от експериментите, с които България участва в космическите програми, е разработката на космическата оранжерия „СВЕТ“. Тя се намира на борда на космическата станция МИР от 1988 до 2001 г., когато станцията е изведена от орбита и пада в океана. През тези години се правят опити с пшеница, но и с много други растения. Разкриват се много проблеми, влияещи на космическото земеделие: липсата на гравитация, вида на светлината, различната микросреда и др.
Работата с нови разработки на космически оранжерии продължават и след 2000 г., като в Международната космическа станция (МКС) се намират космическите оранжерии ЛАДА на Русия и Veggie на НАСА.
На 10 август 2015 г. някои медии съобщават, че за първи път астронавти на НАСА опитват в космоса салата, произведена от тях на станцията. Това обаче не е първото такова „меню“ в космоса. За първи път самостоятелно отгледана зеленина в създадената от българските учени оранжерия опитва екипажът на станцията Мир.